# توالق (يريم)

تعديل مصدري - تعديل

توالق محلة تابعة لقرية بني مسعود، التابعة لعزلة خودان بمديرية يريم إحدى مديريات محافظة إب في الجمهورية اليمنية.، بلغ تعداد سكانها 89 حسب تعداد اليمن لعام 2004.